# Gál Imre (püspök)
Gál Imre (Alsólendva, 1596 – Veszprém, 1655 első fele) a Dunántúli Református Egyházkerület püspöke 1649-től haláláig.

## Életútja
Alsólendván kezdett tanulni. Állítólag Debrecenben tanult még és külföldön is járt. Lelkészi működésének első helye nem ismeretes, csak azt tudjuk, hogy 1623 októberében Veszprémbe ment papnak. Itt 1627-ben proseniornak, 1633 májusában esperesnek, majd egyházkerületi jegyzőnek, 1649 szeptemberében dunántúli püspöknek választatott.
Összeírta az addigi kánonoknak egy majdnem teljes gyűjteményét, s állítólag könyvet is írt „Prédikációk, melyek ez világi dolgokról valók” címmel.